# Patrik Rikl
Patrik Rikl (Bradenton, 6 gennaio 1999) è un tennista ceco.
Specialista del doppio, ha vinto due titoli nel circuito maggiore, diversi altri nei tornei Challenger e il suo miglior ranking ATP è la 56ª posizione raggiunta nel luglio 2025.
Ha fatto il suo esordio nel circuito maggiore nel 2024 e ha raggiunto il terzo turno al torneo di Wimbledon 2025. Tra gli juniores ha disputato due finali in doppio del Grande Slam e ha vinto quella all'Open di Francia 2016. È figlio di David Rikl, che era stato il nº 4 nella classifica mondiale di doppio.

## Carriera

### Tra gli juniores
Esordisce nell'ITF Junior Circuit nel 2013 e l'anno successivo vince i primi titoli in doppio in tornei minori. Nel 2015 raggiunge i quarti di finale in doppio agli US Open e fa parte della squadra ceca che viene eliminata nel round robin alle finals di Coppa Davis Junior. Raggiunge la finale di doppio agli Australian Open 2016 con Lukáš Klein e vengono sconfitti per 10-12 nel set decisivo da Alex de Minaur / Blake Ellis; con questo risultato sale al 28º posto nel ranking mondiale di categoria. Si riscatta con il trionfo all'Open di Francia 2016 – nel suo ultimo impegno in doppio tra gli juniores – gioca in coppia con Yshai Oliel e in semifinale si prende la rivincita su de Minaur / Ellis, in finale superano Chung Yun-seong / Orlando Luz per 6-3, 6-4. In quegli anni vince in singolare solo due tornei minori e già si dimostra più competitivo in doppio, ma coltiva l'ambizione di emergere in singolare.

### 2014-2022, inizi da professionista e primi titoli ITF
Fa le sue prime apparizioni tra i professionisti nel 2014 in tornei dei circuiti ITF e Challenger, ma solo nel 2017 inizia a giocare con continuità Quell'anno vince il primo titolo in singolare al torneo ITF Czech Republic F7. Nel 2018 vince i primi due titoli ITF in doppio e altri due in singolare. In quella stagione vince i suoi primi incontri nei tabelloni principali dei Challenger e disputa la prima finale in questa categoria al torneo di doppio del Liberec Open, dove in coppia con l'esperto Filip Polášek cede in due set a Sander Gillé / Joran Vliegen. Non compie comunque sostanziali progressi nel ranking ATP, nei quattro anni successivi vince qualche altro torneo ITF e l'unico risultato di rilievo nei Challenger è la finale persa all'Ostrava Open Challenger 2021.

### 2023-2024, trionfi nei Challenger, prima finale ATP e 72º nel ranking
Il primo titolo Challenger arriva nell'ottobre 2023 a Ortisei, dove in coppia con il connazionale Andrew Paulson ha la meglio in finale su Maximilian Neuchrist / Jakub Paul. È il prologo dell'ottima stagione che disputa nel 2024, nella quale assieme a Petr Nouza forma una delle coppie più vincenti del circuito Challenger. Vincono cinque delle sette finali raggiunte in stagione, a febbraio si impongono nei Challenger 75 di Nottingham e Tenerife e già dopo il primo Rikl fa il suo esordio nella top 300 del ranking. Ad aprile entra nella top 200 e continua l'ascesa dopo le finali perse in maggio a Tunisi con Michael Vrbenský e a Skopje con Paulson. Torna a giocare con Nouza e perdono le finali a Milano e al Challenger 125 di Salisburgo.
Disputa le sue prime qualificazioni di un torneo ATP all'Hamburg Open e con Nouza viene sconfitto al primo incontro. Con il 124º posto nel ranking esordisce a Kitzbühel nel suo primo tabellone principale ATP e viene di nuovo sconfitto assieme a Nouza. Ad agosto si aggiudicano il Challenger 125 di San Marino, il primo vinto da Rikl in questa categoria, superando in finale al terzo set Théo Arribagé / Orlando Luz, risultato con cui fa il suo ingresso nella top 100. Nel giro di poche settimane vincono anche i Challenger 125 di Siviglia e Bad Waltersdorf e il mese dopo Rikl si ritrova alla 78ª posizione mondiale. Raggiunge la sua prima finale nel circuito maggiore allo Stockholm Open, persa contro i detentori di Wimbledon Harri Heliövaara / Henry Patten con il punteggio di 5-7, 3-6; con questo risultato sale al 72º posto mondiale.

### 2025, primi titoli ATP, terzo turno a Wimbledon e 56º nel ranking
All'inizio del 2025 raggiungono i quarti all'Adelaide International ed escono al primo turno agli Australian Open, nell'esordio di Rikl in una prova del Grande Slam. A marzo perdono la finale al Challenger 175 da 250.000 $ della Copa Cap Cana. Ad aprile conquistano il primo titolo ATP in carriera a Marrakech con la vittoria in finale su Hugo Nys / Édouard Roger-Vasselin per 6-3, 6-4 e a fine torneo Rikl porta il miglior ranking alla 68ª posizione mondiale. Continua l'ascesa dopo la sconfitta in semifinale all'Estoril Open. Sempre con Nouza fa il suo esordio al Roland Garros e vengono eliminati al primo turno. La settimana dopo si aggiudicano il Czech Open di Prostějov.
Vincono il primo match in una prova del Grande Slam a Wimbledon e si spingono fino al terzo turno. Conquistano il secondo titolo ATP in carriera all'Austrian Open Kitzbühel superando in finale i giocatori locali Neil Oberleitner / Joel Schwärzler in due set e salgono appaiati alla 56ª posizione

## Statistiche

### Doppio

#### Vittorie (2)
| Legenda doppio       |
| Grande Slam (0)      |
| ATP Finals (0)       |
| ATP Masters 1000 (0) |
| ATP Tour 500 (0)     |
| ATP Tour 250 (2)     |

| N. | Data           | Torneo                             | Superficie  | Compagno   | Avversari in finale              | Punteggio           |
| 1. | 5 aprile 2025  | Grand Prix Hassan II, Marrakech    | Terra rossa | Petr Nouza | Hugo Nys Édouard Roger-Vasselin  | 6-3, 6-4            |
| 2. | 27 luglio 2025 | Austrian Open Kitzbühel, Kitzbühel | Terra rossa | Petr Nouza | Neil Oberleitner Joel Schwärzler | 1-6, 7-6(3), [10-5] |

#### Finali perse (1)
| Legenda doppio       |
| Grande Slam (0)      |
| ATP Finals (0)       |
| ATP Masters 1000 (0) |
| ATP Tour 500 (0)     |
| ATP Tour 250 (1)     |

| N. | Data            | Torneo                    | Superficie  | Compagno   | Avversari in finale           | Punteggio |
| 1. | 20 ottobre 2024 | Stockholm Open, Stoccolma | Cemento (i) | Petr Nouza | Harri Heliövaara Henry Patten | 5–7, 3–6  |

### Tornei Challenger

#### Doppio

##### Vittorie (7)
| N. | Data              | Torneo                                       | Superficie   | Compagno       | Avversari in finale              | Punteggio           |
| 1. | 28 ottobre 2023   | Internazionali Val Gardena Südtirol, Ortisei | Cemento (i)  | Andrew Paulson | Maximilian Neuchrist Jakub Paul  | 4-6, 7-6(7), [11-9] |
| 2. | 10 febbraio 2024  | Nottingham Challenger, Nottingham            | Cemento (i)  | Petr Nouza     | Antoine Escoffier Joshua Paris   | 6-3, 7-6(3)         |
| 3. | 24 febbraio 2024  | Tenerife Challenger II, Tenerife             | Cemento      | Petr Nouza     | Sander Arends Sem Verbeek        | 6-4, 4-6, [11-9]    |
| 4. | 4 agosto 2024     | San Marino Open, San Marino                  | Terra rossa  | Petr Nouza     | Théo Arribagé Orlando Luz        | 1-6, 7-5, [10-6]    |
| 5. | 7 settembre 2024  | Copa Sevilla, Siviglia                       | Terra gialla | Petr Nouza     | George Goldhoff Fernando Romboli | 6-3, 6-2            |
| 6. | 21 settembre 2024 | Bad Waltersdorf Open, Bad Waltersdorf        | Terra rossa  | Petr Nouza     | Guido Andreozzi Sriram Balaji    | 6-4, 4-6, [10-5]    |
| 7. | 7 giugno 2025     | Czech Open, Prostějov                        | Terra rossa  | Petr Nouza     | Lukáš Pokorný Dalibor Svrčina    | 4-6, 6-3, [10-4]    |